# Selago quadrangularis
Selago quadrangularis là một loài thực vật có hoa trong họ Huyền sâm. Loài này được Choisy miêu tả khoa học đầu tiên năm 1848.